# Zavitne (Sovetski)
|  | Per a altres significats, vegeu «Zavétnoie». |

Zavitne (en (ucraïnès): Завітне) és un poble de la República Autònoma de Crimea a Ucraïna, que el 2014 tenia 1.628 habitants. Pertany al districte rural de Sovetski. Fins al 1945 el municipi es deia Saurtxí.